# Varicopsella breakeyi
Varicopsella breakeyi är en insektsart som beskrevs av Baltasar Merino 1936. Varicopsella breakeyi ingår i släktet Varicopsella och familjen dvärgstritar. Inga underarter finns listade i Catalogue of Life.